# 12日
12日（じゅうににち）は、暦上の各月における12日目である。
各月の12日については下記を参照。
- 1月12日 - 1月12日 (旧暦)
- 2月12日 - 2月12日 (旧暦)
- 3月12日 - 3月12日 (旧暦)
- 4月12日 - 4月12日 (旧暦)
- 5月12日 - 5月12日 (旧暦)
- 6月12日 - 6月12日 (旧暦)
- 7月12日 - 7月12日 (旧暦)
- 8月12日 - 8月12日 (旧暦)
- 9月12日 - 9月12日 (旧暦)
- 10月12日 - 10月12日 (旧暦)
- 11月12日 - 11月12日 (旧暦)
- 12月12日 - 12月12日 (旧暦)

## 記念日・年中行事
- パンの日（ 日本）
パン食普及協議会が1983年3月に制定。4月12日の「パンの記念日」を毎月の記念日に拡大したもの。
- 豆腐の日（ 日本）
日本豆腐協会が1993年に制定。「とう(十)ふ(二)」の語呂合せ。
- 育児の日（ 日本）
神戸新聞社が制定。「い(1)くじ(2)」の語呂合せ。